# Joaquim Pinto Madeira
Joaquim Pinto Madeira (Barbalha, 1783 — Fortaleza de Nova Bragança, 28 de novembro de 1834) foi um militar, rico proprietário rural e chefe político da Vila de Jardim (Vale do Cariri, sul do atual Estado do Ceará), que ao tomar conhecimento da abdicação de D. Pedro I, acompanhado de um grupo de partidários, entre eles o vigário de Jardim, Padre Antônio Manuel de Sousa, marchou para a Vila do Crato, onde levantou o grito de rebelião em 2 de janeiro de 1832. De imediato, prendeu seus adversários liberais e readmitiu todos os que haviam sido demitidos por ordem da governo da Regência, no episódio que passou à história como Insurreição do Crato.
O general Pedro Labatut foi o encarregado de combater Madeira, que na iminência de ser derrotado, após duros combates, rendeu-se às forças legais perto de Icó.
Condenado à forca pelo júri da vila do Crato, composto pelos seus antigos adversários, recorreu ao júri da capital cearense, sendo então fuzilado na manhã de 28 de novembro 1834.
Ainda que de cunho regional, essa rebelião (a qual o historiador Rocha Pombo, impropriamente, chama de "República do Cariri") está vinculada às demais rebeliões ocorridas no período regencial, tais como a guerra dos cabanos (seus aliados), a sabinada, a balaiada e a cabanagem.